# 兵部卿物語
『兵部卿物語』（ひょうぶきょうものがたり）は、鎌倉時代後期に成立した擬古物語。作者不詳。全1巻。兵部卿宮と按察使の君の悲恋物語。
文永8年（1271年）に成立した『風葉和歌集』に所見がないことから、それ以後の成立と思われる。他の多くの擬古物語と同様に『源氏物語』の強い影響下にあるが、女性の出家遁世を賞賛する点でより中世的色彩が濃い。

## 粗筋
今上帝の第2皇子である兵部卿宮は、従妹の式部卿宮姫君にかなわぬ想いを寄せていた。ある日、兵部卿宮は式部卿宮姫君によく似た女（按察使大納言女）を見初め、身分と名前を偽って契りを結ぶ。その後、式部卿宮姫君は斎院となり、失恋に嘆く兵部卿宮は右大臣の姫君と政略結婚する。一方、女は右大臣の姫君に女房として出仕し「按察使の君」と呼ばれるが、そこで兵部卿宮と再会して宮の正体を知る。兵部卿宮は按察使の君と忍ぶ仲になるが、按察使の君は悩んだ末に嵯峨野に逃げて出家し、宮の追跡を逃れて栂尾に行き、仏道修行に専念する。